# Berd'huis
Berd'huis è un comune francese di 1 097 abitanti situato nel dipartimento dell'Orne nella regione della Normandia.

## Società

### Evoluzione demografica
Abitanti censiti